# Atanycolus petiolaris
Atanycolus petiolaris är en stekelart som först beskrevs av Thomson 1892.  Atanycolus petiolaris ingår i släktet Atanycolus och familjen bracksteklar. Inga underarter finns listade.